# مقاطعة إنغام (ميشيغان)
مقاطعة إنغام هي مقاطعة في ميشيغان، بلغ عدد سكانها 280٬895  نسمة، في 2010، عاصمتها ميسون، تبلغ مساحتها 1٬453 كيلومتر مربع.

## الموقع
تشترك في الحدود مع:
- مقاطعة شياوسي
- مقاطعة جاكسون.

## التقسيمات الإدارية
- ميسون.